# André Riel
André Riel (født 21. oktober 1989) er en dansk fodboldspiller, som til dagligt er angriber for Værebro Boldklub i Sjællandsserien.

## Karriere
André Riel begyndte sin seniorkarriere i HIK, hvorefter han var i B36 Tórshavn et halvt år. Senere kom han til BSV (i to omgange), Fremad Amager, Vendsyssel FF (hvor det blot blev til fem kampe på et halvt år på grund af skader) og FC Helsingør (ligeledes i to omgange), og det var i Helsingør, han fik sit helt store gennembrud, da han med 17 mål i 32 kampe, heriblandt det mål, der sikrede klubben oprykning til Superligaen i den afgørende kamp mod Viborg FF i juni 2017. Efter fire mål i de første syv kampe i Superligaen for Helsingør skiftede han på den sidste dag i transfervinduet samme år til AGF på en treårig kontrakt.
Riel har været kendt for at være en selvbevidst spiller, og allerede i sin første uge i AGF blev han i et interview i BT citeret for at vægte sin egen succes højere end klubbens. Samme dag kom han dog gennem klubben med et dementi på dette, idet han beklagede at have udtrykt sig "dumt og klodset".
André Riels ophold i AGF blev aldrig nogen succes, og i sommeren 2019 fik han ikke sin kontrakt forlænget. Derefter hentede Lyngby Boldklub ham på en toårig kontrakt. 3. september 2020 blev Riel udvist i en kamp mod SønderjyskE efter aggressivt at have råbt homofobiske ting efter Stefan Gartenmann: "Rejs dig op, din fucking homo!" På vej ud af banen efter at have fået det røde kort fortsatte Riel sine homofobiske udtalelser, nu i et roligere toneleje: "Jeg er ligeglad. Han ER fucking homo."
Han har siden spillet et par sæsoner i Lyngby Boldklub og kort tid i Frem, inden han i sommeren 2021 skiftede til Værebro Boldklub i Sjællandsserien.